# Phoberus caffer
Phoberus caffer is een keversoort uit de familie beenderknagers (Trogidae). De wetenschappelijke naam van de soort werd voor het eerst geldig gepubliceerd in 1872 door Harold als Trox caffer.